# Momona Komagata
Pour les articles homonymes, voir Komagata.
Momona Komagata, née le 20 décembre 1986 à Shinjuku, est une actrice et productrice de cinéma japonaise.

## Biographie
Momona Komagata est une actrice et productrice née au Japon le 20 décembre 1986 d'un père japonais et d'une mère française. Elle fait ses débuts au cinéma en 2010 en interprétant une gymnaste dans le film Final Destination 5 de Steven Quale.
Elle devient une régulière du film indépendant canadien et apparait dans plusieurs productions acclamés par la critique. 
Momona entame sa carrière en tant que productrice avec le court métrage It’s not in her Head en 2013. Le film pu être vu sur la télévision au Canada pendant plusieurs mois. Elle est aussi productrice pour le court métrage Eye For an Eye qui reçoit une bourse de Telus, du temps d’antenne sur leur chaine de télévision et fut sur le grand écran au Festival de Cannes.

## Filmographie

### Actrice
- 2011 : Schnitzel or Spaetzle (court métrage)
- 2011 : Lyrics to Dying Rebirth : Fara Rojas
- 2012 : Bourne Identity in 60 Seconds (court métrage) : Marie
- 2012 : Ambrosia : la mariée
- 2012 : The Bible... in the Beginning (court métrage) : Eve
- 2011-2012 : Hitman 101 (série télévisée) : Mace
- 2012 : MonkeyMania (court métrage) : Susan
- 2013 : It's Not in Her Head (court métrage)
- 2013 : L'Effet : Charo
- 2014 : Collar : Rachel
- 2014 : Continuum (série télévisée)
- 2014 : Eye for an Eye (court métrage) : Maya Deseburry
- 2015 : Turning Point (série télévisée) : Kylan
- 2015 : The Delicate Art of Puppetry : Megan Lilac
- 2015 : Distortion : Claire
- 2015 : Becoming Mr. Buyer : Charley de Boer
- 2015 : Gutterballs 2: Balls Deep : Madi
- 2015 : Sex, Lies and Snuff Online : Patricia Miller
- 2016 : Peelers : Frankie
- 2016 : Werewolves from Space
- 2016 : The Morning After the Night Before : Victoria
- 2016 : Kamikaze Eric : Lana
- 2016 : To Kill a Rockstar : Jennifer
- 2016 : The Valley of the Rats : Lina
- 2017 : The Other Room (court métrage)

### Productrice
- 2013 : It's Not in Her Head (court métrage)
- 2014 : Eye for an Eye (court métrage)
- 2017 : The Other Room (court métrage)